# Dinastia Nemanjić
Dinastia Nemanjić (pronunțat „Nemanici”, Sârbă: pl. Немањићи, Nemanjići) a fost cea mai importantă dinastie medievală sârbească, și una dintre cele mai importante în Europa de Sud-Est. Casa regală a încoronat 11 monarhi sârbi între 1166 și 1371. Fondatorul acestei dinastii a fost Ștefan Nemanja, care provenea dintr-o ramură laterală a dinastiei Vukanović (1101–1166).

## Conducători sârbi
Anii domniei între paranteze:
- Ștefan Nemanja (Sfântul Simeon); (domnie:1166–1196)
- Prințul Vukan; (domnie:1202–1204)
- Ștefan I Prvovenčani (Stefan Nemanjić), fiul lui Ștefan Nemanja; (domnie:1196–1202 și 1204–1228)
- Ștefan Radoslav; fiul mai mare al lui Ștefan I Prvovenčani; (domnie: 1228–1233)
- Sfântul Sava, cel mai tânăr fiu al lui Ștefan Nemanja;  (nu a domnit, doar prinț)
- Ștefan Vladislav, fiul mijlociu al lui Ștefan I Prvovenčani; (domnie:1233–1243)
- Ștefan Uroș I al Serbiei, fiul mai mic al lui Ștefan I Prvovenčani; (domnie:1243–1276)
- Ștefan Dragutin, fiul lui Ștefan Uroș I; (domnie: 1276–1282 și 1282–1316)
- Ștefan Uroș al II-lea Milutin, fiul lui Ștefan Uroș I; (domnie: 1282–1321)
- Ștefan Konstantin; (domnie: 1321–1322)
- Ștefan Uroš al III-lea Nemanjić (Ștefan Dečanski), fiul lui Ștefan Uroș al II-lea; (domnie: 1322–1331)
- Ștefan Uroș al IV-lea Dușan al Serbiei, fiul lui Ștefan Uroš al III-lea; (domnie: 1331–1355)
- Ștefan Uroș al V-lea al Serbiei, fiul lui Ștefan Uroș al IV-lea; (domnie: 1355–1371)

## Alți membrii
- Simeon Uroș